# Tesseracephalus lenis
Tesseracephalus lenis är en tvåvingeart som beskrevs av Henry Jonathan Reinhard 1955. Tesseracephalus lenis ingår i släktet Tesseracephalus och familjen parasitflugor. Inga underarter finns listade i Catalogue of Life.